# Europapokal der Pokalsieger 1986/87
Der Europapokal der Pokalsieger 1986/87 war die 27. Ausspielung des Wettbewerbs der europäischen Fußball-Pokalsieger. 32 Klubmannschaften nahmen teil, darunter 27 nationale Pokalsieger und 5 unterlegene Pokalfinalisten (VfB Stuttgart, Olympiakos Piräus, Waterford United, FC Żurrieq und Rapid Wien). Vereine aus England waren nach der Katastrophe von Heysel von der Teilnahme ausgeschlossen. Titelverteidiger Dynamo Kiew hatte sich als sowjetischer Landesmeister für den Europapokal der Landesmeister 1986/87 qualifiziert.
Aus Deutschland waren DFB-Pokalfinalist VfB Stuttgart, aus der DDR FDGB-Pokalsieger 1. FC Lokomotive Leipzig, aus Österreich ÖFB-Cupfinalist SK Rapid Wien und aus der Schweiz Cupsieger FC Sion am Start.
Das Finale im Olympiastadion von Athen gewann Favorit Ajax Amsterdam mit 1:0 gegen den 1. FC Lokomotive Leipzig. Dies war die dritte und gleichzeitig letzte Finalteilnahme einer DDR-Klubmannschaft im Europapokal der Pokalsieger (und im Fußball-Europapokal überhaupt) nach 1974 und 1981.
Torschützenkönig wurde der Niederländer John Bosman von Titelträger Ajax Amsterdam mit 8 Toren.

## Modus
Die Teilnehmer spielten wie gehabt im reinen Pokalmodus mit Hin- und Rückspielen den Sieger aus. Gab es nach beiden Partien Torgleichstand, entschied die Anzahl der auswärts erzielten Tore (Auswärtstorregel). War auch deren Anzahl gleich fand im Rückspiel eine Verlängerung statt, in der auch die Auswärtstorregel galt. Herrschte nach Ende der Verlängerung immer noch Gleichstand, wurde ein Elfmeterschießen durchgeführt. Das Finale wurde in einem Spiel auf neutralem Platz entschieden. Bei unentschiedenem Spielstand nach Verlängerung wäre der Sieger ebenfalls in einem Elfmeterschießen ermittelt worden.

## 1. Runde
Die Hinspiele fanden am 16./17. September, die Rückspiele vom 30. September bis 2. Oktober 1986 statt.
|                       | Gesamt          |                          | Hinspiel | Rückspiel |
| --------------------- | --------------- | ------------------------ | -------- | --------- |
| Boldklubben 1903      | 1:2             | FK Witoscha Sofia        | 1:0      | 0:2       |
| Fram Reykjavík        | 0:4             | GKS Katowice             | 0:3      | 10:1 1    |
| Waterford United      | 1:6             | Girondins Bordeaux       | 1:2      | 0:4       |
| Malmö FF              | 7:2             | Apollon Limassol         | 6:0      | 1:2       |
| Bursaspor             | 0:7             | Ajax Amsterdam           | 0:2      | 0:5       |
| FC Żurrieq            | 0:7             | AFC Wrexham              | 0:3      | 0:4       |
| Haka Valkeakoski      | 3:5             | Torpedo Moskau           | 2:2      | 1:3       |
| Olympiakos Piräus     | 6:0             | US Luxemburg             | 3:0      | 3:0       |
| VfB Stuttgart         | 1:0             | Spartak Trnava           | 1:0      | 0:0       |
| SK Rapid Wien         | 7:6             | FC Brügge                | 4:3      | 3:3       |
| AS Rom                | 2:2 (3:4 i. E.) | Real Saragossa           | 2:0      | 0:2 n. V. |
| Benfica Lissabon      | 4:1             | Lillestrøm SK            | 2:0      | 2:1       |
| KS 17. Nëntori Tirana | 3:1             | Dinamo Bukarest          | 1:0      | 2:1       |
| FC Aberdeen           | 2:4             | FC Sion                  | 2:1      | 0:3       |
| Glentoran FC          | 1:3             | 1. FC Lokomotive Leipzig | 1:1      | 0:2       |
| Vasas Budapest        | 4:5             | FK Velež Mostar          | 2:2      | 2:3       |

## 2. Runde
Die Hinspiele fanden am 22. Oktober, die Rückspiele am 5. November 1986 statt.
|                       | Gesamt    |                          | Hinspiel | Rückspiel |
| --------------------- | --------- | ------------------------ | -------- | --------- |
| SK Rapid Wien         | 2:3       | 1. FC Lokomotive Leipzig | 1:1      | 1:2 n. V. |
| Real Saragossa        | (a)2:2(a) | AFC Wrexham              | 0:0      | 2:2 n. V. |
| FK Witoscha Sofia     | 5:4       | FK Velež Mostar          | 2:0      | 3:4       |
| Torpedo Moskau        | 7:3       | VfB Stuttgart            | 2:0      | 5:3       |
| GKS Katowice          | 2:5       | FC Sion                  | 12:2 1   | 0:3       |
| Benfica Lissabon      | 1:2       | Girondins Bordeaux       | 1:1      | 0:1       |
| KS 17. Nëntori Tirana | 0:3       | Malmö FF                 | 0:3      | 0:0       |
| Ajax Amsterdam        | 5:1       | Olympiakos Piräus        | 4:0      | 1:1       |

## Viertelfinale
Die Hinspiele fanden am 4. März, die Rückspiele am 18. März 1987 statt.
|                          | Gesamt    |                   | Hinspiel | Rückspiel |
| ------------------------ | --------- | ----------------- | -------- | --------- |
| Real Saragossa           | 4:0       | FK Witoscha Sofia | 2:0      | 2:0       |
| Girondins Bordeaux       | (a)3:3(a) | Torpedo Moskau    | 1:0      | 12:3 1    |
| 1. FC Lokomotive Leipzig | 2:0       | FC Sion           | 2:0      | 0:0       |
| Malmö FF                 | 2:3       | Ajax Amsterdam    | 1:0      | 1:3       |

## Halbfinale
Die Hinspiele fanden am 8. April, die Rückspiele am 22. April 1987 statt.
|                    | Gesamt          |                          | Hinspiel | Rückspiel |
| ------------------ | --------------- | ------------------------ | -------- | --------- |
| Real Saragossa     | 2:6             | Ajax Amsterdam           | 2:3      | 0:3       |
| Girondins Bordeaux | 1:1 (5:6 i. E.) | 1. FC Lokomotive Leipzig | 0:1      | 1:0 n. V. |

## Finale
| Ajax Amsterdam                           | Ajax Amsterdam | 1. FC Lokomotive Leipzig | 1. FC Lokomotive Leipzig | Aufstellung                                               |
| ---------------------------------------- | --- | --- | ------------------------ | --------------------------------------------------------- |
| Ajax Amsterdam                           | \| 13. Mai 1987 in Athen (Olympiastadion) \| \| Ergebnis: 1:0 (1:0) \| \| Zuschauer: 35.107 \| \| Schiedsrichter: Luigi Agnolin ( Italien) \|                                                                                                  | \| 13. Mai 1987 in Athen (Olympiastadion) \| \| Ergebnis: 1:0 (1:0) \| \| Zuschauer: 35.107 \| \| Schiedsrichter: Luigi Agnolin ( Italien) \|                                                                                                | 1. FC Lokomotive Leipzig | Aufstellung Ajax Amsterdam gegen 1. FC Lokomotive Leipzig |
| Ajax Amsterdam                           | Stanley Menzo – Peter Boeve – Sonny Silooy, Frank Verlaat – Jan Wouters, Aron Winter, Frank Rijkaard, Arnold Mühren (83. Arnold Scholten) – John van ’t Schip, Marco van Basten , Rob Witschge (66. Dennis Bergkamp) Cheftrainer: Johan Cruyff | René Müller – Frank Baum – Ronald Kreer, Matthias Lindner, Uwe Zötzsche – Heiko Scholz, Uwe Bredow, Frank Edmond (55. Hans-Jörg Leitzke), Matthias Liebers (76. Dieter Kühn) – Hans Richter, Olaf Marschall Cheftrainer: Hans-Ulrich Thomale | 1. FC Lokomotive Leipzig | Aufstellung Ajax Amsterdam gegen 1. FC Lokomotive Leipzig |
| Ajax Amsterdam                           | 1:0 Marco van Basten (21.) | | 1. FC Lokomotive Leipzig | Aufstellung Ajax Amsterdam gegen 1. FC Lokomotive Leipzig |
| 13. Mai 1987 in Athen (Olympiastadion)   | | |                          |                                                           |
| Ergebnis: 1:0 (1:0)                      | | |                          |                                                           |
| Zuschauer: 35.107                        | | |                          |                                                           |
| Schiedsrichter: Luigi Agnolin ( Italien) | | |                          |                                                           |